# Mark Zabukovnik
Mark Zabukovnik. slovenski nogometaš, * 27. december 2000.
Zabukovnik je profesionalni nogometaš, ki igra na položaju vezista. Od leta 2022 je član slovenskega kluba Celje, od leta 2024 pa tudi slovenske reprezentance. Pred tem je igral za slovenske Radomlje, v prvi slovenski ligi je skupno odigral več kot 95 tekem in dosegel osem golov. Bil je tudi član slovenske reprezentance do 21 let.